# نولان بلسمي
نولان بلسمي (الاسم العلمي:Nolana balsamiflua) هو نوع نباتي يتبع جنس النولان من فصيلة الباذنجانية.